# امبروزو
امبروزو (به لاتین: Ambrożów) یک منطقهٔ مسکونی در لهستان است که در Gmina Pawłów واقع شده‌است.

## خصوصیات
امبروزو ۴۴۰ نفر جمعیت دارد.